# Melchior Neukirch
Melchior Neukirch (* unsicher: 1540 in Braunschweig; † 30. August 1597 ebenda) war ein deutscher Prediger und Dichter.

## Leben und Wirken
Der Sohn von Johannes Neukirch († 1566), Prediger der Braunschweiger Andreaskirche, studierte ab 1561 an der Universität Rostock. 1564 wurde er zunächst Rektor in Husum, ehe er 1566 nach Braunschweig zurückkehrte und eine Tätigkeit an den Lateinschulen St. Katharinen und St. Aegidien aufnahm. 1569 wechselte er für kurze Zeit in eine Stellung als Pfarrer nach Barum, ehe er von 1571 an als Prediger der Braunschweiger Petrikirche wirkte. 1597 starb er an der Pest.
Neukirch veröffentlichte mehrere Werke. Sein Predigerkatalog Catalogus et historia concionatorum, qui â repurgatione doctrinae evangeliae in ecclesia Brunsvicensi […] (1590) gehörte zu den ersten gedruckten Schriften der stadtbraunschweigischen Kirchengeschichte und schildert in lateinischen Versen die Lebensläufe und Meriten Braunschweigischer Geistlicher seit der Reformation. Seine sechsaktige geistliche Tragödie Stephanus (1592), ein reformatorisches Märtyrerschauspiel in deutschen Reimen, war für Laienaufführungen in Schulen bestimmt. Interessant ist das Tragödienvorwort, in dem sich Neukirch zu Anlässen, Inhalten und Resonanz früherer Laientheateraufführungen in Braunschweiger Kirchen und Schulen äußert. Seiner Auffassung nach waren derartige Laienspiele gerade für die Jugend sehr von Nutzen, um freies und gutes Sprechen zu lernen.

## Werke (Auswahl)
- Historia Passionis Domini Nostri Jesu Christi. 1580.
- Catalogus et historia concionatorum, qui â repurgatione doctrinae evangeliae in ecclesia Brunsvicensi[…]. 1590.
- Stephanus. 1592.
- Epicedion De Immatvro Obitv Nobilis & Magnifici Viri D: Bvrcharti à Salder, Productis Principum Holsatiæ, & Satrapæ in arce Peyna, Dioeesis Hildesheimensis […]. 1595. (Trauergedicht auf Burkart von Salder, Schlosshauptmann zu Peine; † 27. Januar 1595; Online-Ausgabe).
- Die tröstliche Historia Lazari, aus dem Eilfften Capittel Johannis, in neun Predigten gefasset, vnd Erkleret zu Braunssweigk in der Kirchen s. Petri. 1596.